# Josef Malý (teolog)
Josef Malý (3. prosince 1802 Dětřichov u Uničova – 17. října 1862 Prostějov) byl český římskokatolický kněz a vysokoškolský pedagog.

## Biografie
Působil jako profesor pastorálky na olomoucké teologické fakultě, její děkan a rektor c.k. Františkovy univerzity v Olomouci. Působil také jako farář v Prostějově, kde zemřel.
Během revoluce rovněž od roku 1848 do roku 1849 zasedal i jako poslanec Moravského zemského sněmu. Nastoupil sem po zemských volbách roku 1848 za kurii vysoké školy v Olomouci, coby virilista (poslanec zasedající na sněmu z titulu funkce rektora olomouckého vysokého učení).